# Konkathedrale des heiligen Nikolaus
Die Konkathedrale des heiligen Nikolaus (slowakisch Konkatedrála svätého Mikuláša) ist eine gotische Hallenkirche in der Innenstadt von Prešov, Ostslowakei, die dem Nikolaus von Myra geweiht ist. Seit 2008 ist sie die Konkathedralkirche des Erzbistums Košice, vorher war sie nur einfache Pfarrkirche und als Dom des heiligen Nikolaus bekannt. Die Kirche ist 54,7 Meter lang, 34,45 Meter breit, 16 Meter hoch und der Turm misst 71 Meter.
Der Vorgänger der heutigen Kirche wurde 1230 gebaut und wurde 1347 durch die heutige Pfarrkirche ersetzt, die ein Schiff mit einem Turm besaß. 1502–1515 wurde der Dom spätgotisch umgestaltet und um zwei Seitenschiffe erweitert, unter der Leitung des städtischen Meisters Ján Brengyszey. In der Zeit der Reformation war die Kirche Schauplatz mehrerer bedeutender Ereignisse. So erfolgte in den Jahren 1531–1671 die Annahme des Protestantismus, 1682–86 der Aufstand von Emmerich Thököly und 1705–1711  der Aufstand von Franz II. Rákóczi.
Im 17. und 18. Jahrhundert wurden nur kleinere Instandsetzungen durchgeführt, wie das barocke Südportal. Die Kirche brannte in den Jahren 1685, 1711, 1780, 1788, 1886 und zum letzten Mal 1887 aus. Nach dem Brand von 1788 entstand der klassizistische Hauptportal. Der Turm wurde dann 1903 bis 1904 regotisiert. Eine größere Instandsetzung kam in den 1950er Jahren und die Kirche erhielt das Travertinpflaster, eine neue Fassade, neue Glasmalereien und einen Kreuzweg. Die bisher letzte Instandsetzung wurde in den Jahren 1982 bis 1989 durchgeführt.

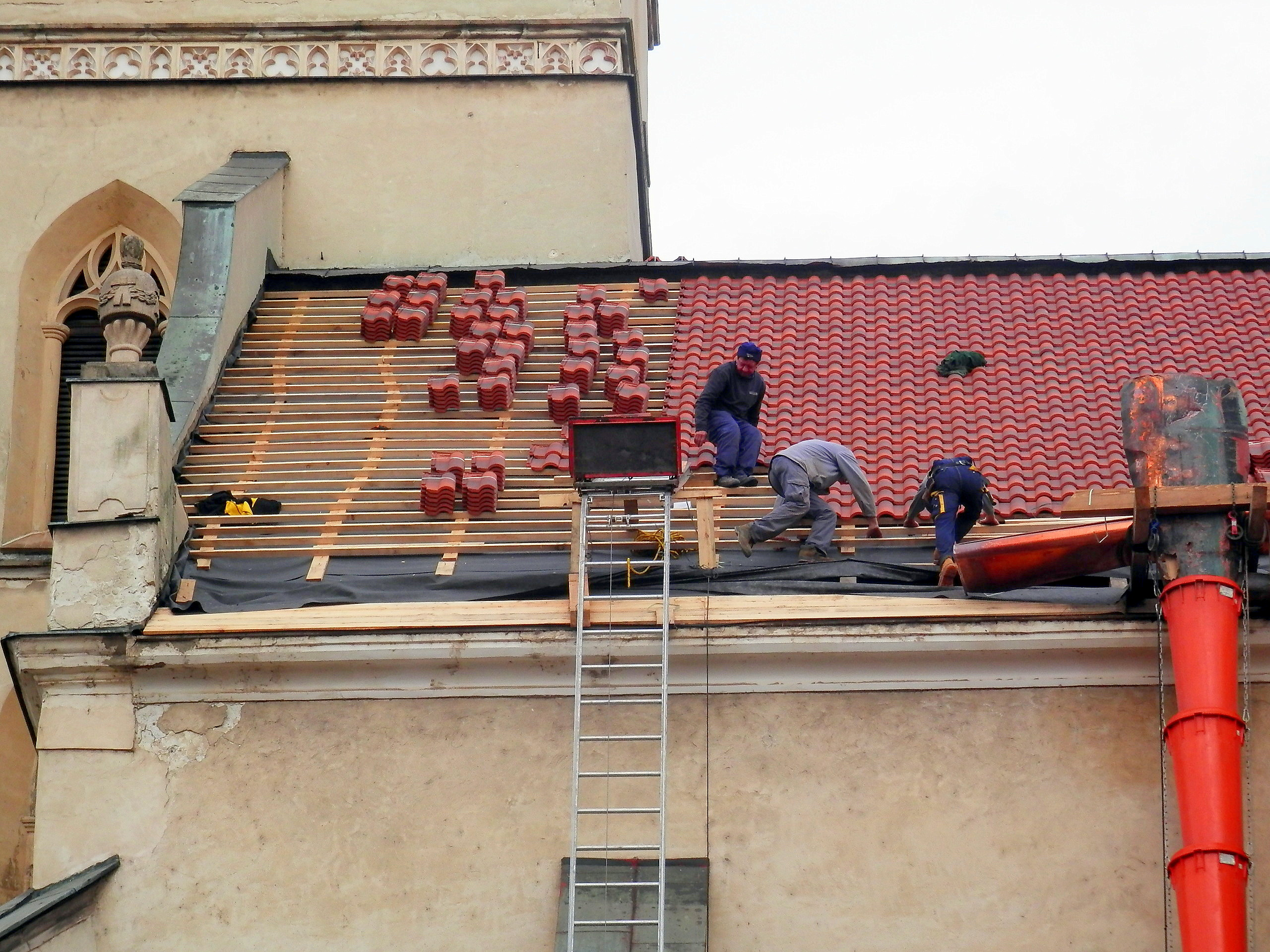
Die Dachsanierung im Jahre 2015

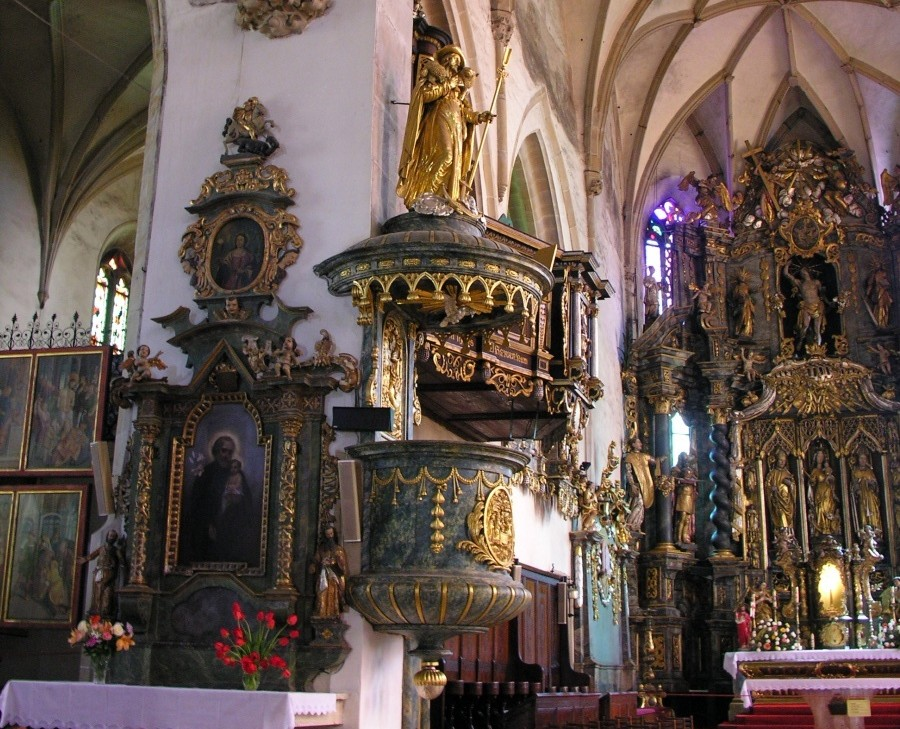
Innenansicht

Von der ursprünglichen gotischen und Renaissanceausstattung ist nur wenig erhalten geblieben, da die Mehrheit durch Feuer, insbesondere aber im Verlauf der Aufstände im 17. Jahrhundert zerstört worden ist. Gotisch sind zum Beispiel einige Werke vom Meister Paul von Leutschau, wie Plastiken der Engel aus dem Beginn des 16. Jahrhunderts. Bis heute haben sich aber viele gotische Elemente erhalten, wie Netzgewölbe, Fenster und Portale. Dominierend im Innenraum ist der barocke Nikolausaltar aus dem Jahr 1696.